# Arare (Genève)
Pour les articles homonymes, voir Arare.
Arare est un village rattaché à la commune de Plan-les-Ouates, dans le canton de Genève, en Suisse. 
Le village compte moins de 500 habitants et est divisé en deux parties : Arare-Dessus, où se situe une demeure seigneuriale, de nombreuses sociétés agricoles dont un verger et une zone de protection aviaire, ainsi que le domaine historique de Plein-Vent et son complexe de jardins ; et Arare-Dessous, c'est-à-dire la vieille partie du hameau où se situe l’école du village, une place centrale avec une fontaine et une laiterie ainsi que de nombreuses sociétés agricoles. Le village se situe entre la zone urbaine de Plan-les-Ouates, la zone industrielle de Plan-les-Ouates (ZIPLO), le village de Perly, le village de Bardonnex et le village de Saconnex-d'Arve.

## Monuments et bâtiments

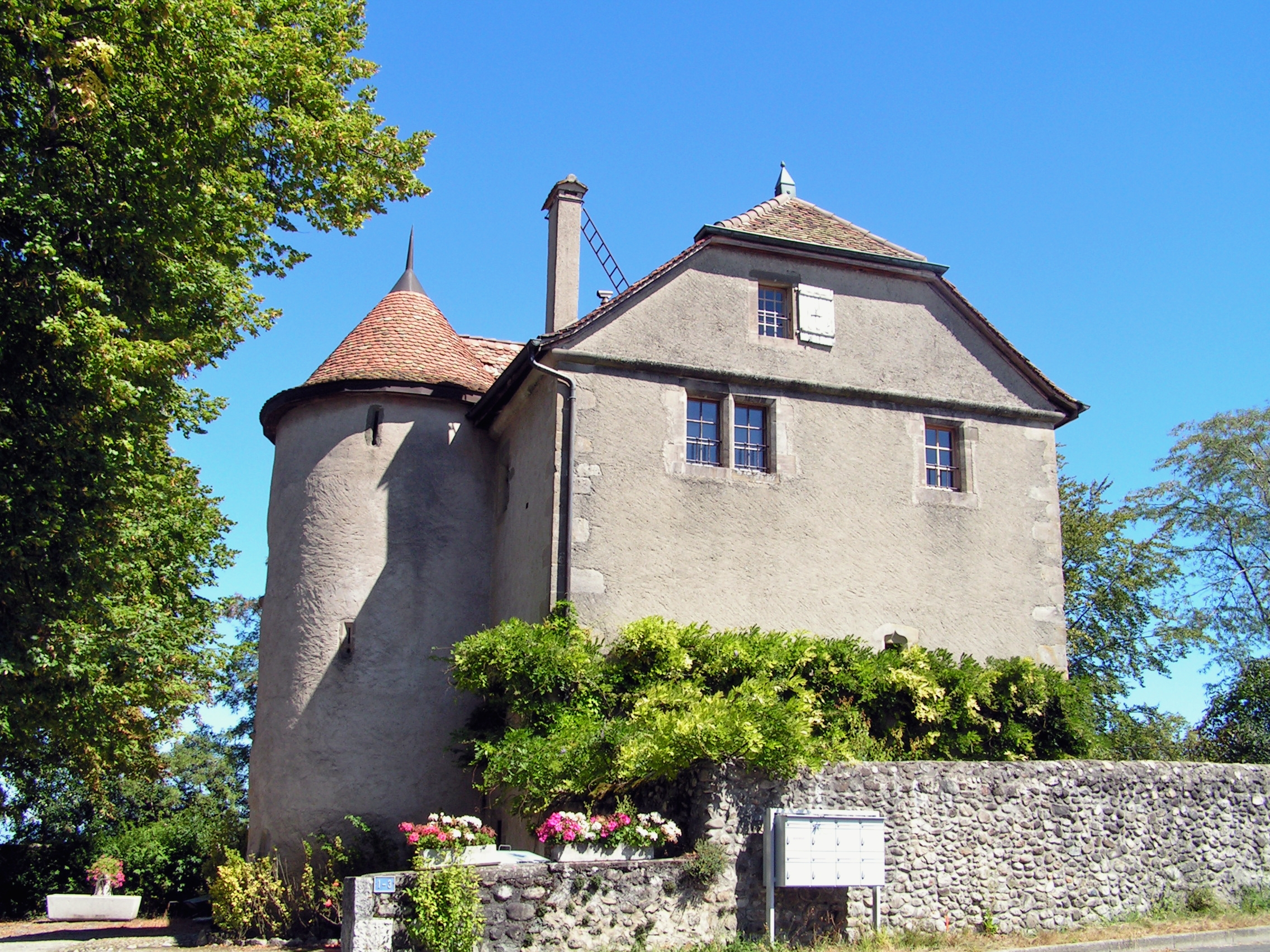
Maison forte d’Arare en 2011.

La maison forte d'Arare est une demeure seigneuriale typique de la région construite vers 1500. Le bâtiment est de forme rectangulaire. Au milieu de la façade principale est adossée une tour semi-circulaire qui abrite l'escalier. Le bâtiment est classé depuis 1957.

## Accès et transports publics
Arare est située au-dessus de la tranchée couverte d’Arare, tronçon de l’autoroute de contournement. Une sortie et une entrée se situent sur la route de Saint-Julien qui passe sur la limite nord-ouest du hameau. Différentes routes de campagne relient le village à ses environs. La ligne 80 des Transports publics genevois (TPG) s’arrête sur trois arrêts situés dans le village (sur la route de Saint-Julien) : Arare, Galaise et Au Contour. La ligne 48 s’arrête également à Galaise et à Au Contour.
La route de Bardonnex, qui traverse le village de bas en haut et de haut en bas, est fermée à la circulation à certaines heures de la journée pour limiter les dangers, les nuisances sonores, etc., les livraisons et le trafic agricoles étant autorisés. Pour réglementer cette mesure, en vigueur depuis début avril 2019, la police municipale de Plan-les-Ouates effectue des contrôles plusieurs fois par semaine.

## Armoiries
- une fasce (pièce honorable[note 1] constituée par une bande horizontale occupant le milieu de l’écu) accompagnée de deux étoiles en chef et une en pointe[5].